# 新巴甫利夫卡 (尼科波爾區)
47°40′54″N 34°55′32″E / 47.68167°N 34.92556°E
新巴甫利夫卡（烏克蘭語：Новопавлівка），是烏克蘭中部第聶伯羅彼得羅夫斯克州尼科波爾區米罗韦市镇内的村落。距離維沃多韋和斯特留基夫卡2.5公里，海拔高度108米，2001年人口47。